# عملکردهای ضدرقابتی
عملکردهای ضدرقابتی (Anti-competitive practices) به دسته‌ای از کارکردها در حوزه‌های گوناگون همچون کسب وکار و دولت گفته می‌شود که طی آن‌ها امکان رقابت در بازار و در حوزه فعالیت مورد نظر کاهش می‌یابد.